# جرانت شود
جرانت شود (بالإنجليزية: Grant Shaud)‏ (و. 1961  م) هو ممثل تلفزي، وممثل أفلام، ومؤدي أصوات أمريكي، ولد في إيفانستون.

## التعليم
تعلم في جامعة ريتشموند
.

## وصلات خارجية
- جرانت شود على موقع IMDb (الإنجليزية)
- جرانت شود على موقع ألو سيني (الفرنسية)
- جرانت شود على موقع أول موفي (الإنجليزية)
- جرانت شود على موقع قاعدة بيانات برودواي على الإنترنت (الإنجليزية)
- جرانت شود على موقع قاعدة بيانات الأفلام السويدية (السويدية)
- جرانت شود على موقع إن إن دي بي (الإنجليزية)
- جرانت شود على موقع قاعدة بيانات الفيلم (الإنجليزية)
- جرانت شود على موقع كينوبويسك (الروسية)